# 大久保忠兼
大久保 忠兼（おおくぼ ただかね）は、江戸時代初期の駿河国沼津藩の世嗣。通称は長十郎。官位は従五位下・因幡守。

## 略歴
大久保忠佐の次男として誕生。
慶長6年（1601年）に父・忠佐が沼津藩主となり忠兼はその世嗣とされた。慶長18年（1613年）に従五位下因幡守に叙任されたが、同年4月14日に父に先立って15歳で早世した。同年9月27日には父の忠佐も死去し、忠佐の長男(忠兼の兄)である竹丸も早世、忠佐の養子となっていた外孫（忠兼の甥) の青山宗祐も養子縁組を解消していたため、沼津藩は無嗣断絶で改易となった。